# L×I×V×E
『L×I×V×E』（ライブ）は、1999年4月9日から同年6月25日までTBS系列で毎週金曜 21:00 - 21:54 （日本標準時）に放送されていたTBS製作のテレビドラマ。全12話。

## 概説
神奈川県の横須賀市にある私立高校の吹奏楽部を舞台にした学園ドラマで、本作は共にSPEEDのメンバーである今井絵理子と新垣仁絵のダブル主演作となっている。この他、藤原竜也、内山理名、木内晶子、星野真里、柴咲コウ、国仲涼子、高橋一生など、その後も他のテレビドラマや映画で活躍する俳優・女優たちが多数出演していた。また、上地雄輔が俳優デビューを果たした作品でもあった。
伊秩弘将による本作の劇伴は、その後も同じくTBSで放送の『サラリーマン金太郎』や『ブラザー☆ビート』に使われている。主題歌は八反安未果の「SHOOTING STAR」で、この曲は八反の作品初のオリコンチャートトップ10入りを記録した。
1999年8月12日、バップから本作を収録したVHSビデオ全4巻が発売された。2011年1月14日には、TCエンタテインメントからDVD-BOXが発売された。

## ストーリー
春・4月・新学期、高校2年生になる坂口美咲は、父親の故郷である神奈川県横須賀市の私立横須賀向陽高等学校に転校してきた。美咲は吹奏楽部に入ろうとしていたが、部員が少なく、校歌もろくに演奏できない有様。新入生が一人も入部しなかったら廃部になるという事態だった。生徒会からも部費の無駄使いだと睨まれている。廃部寸前の吹奏楽部復活のため、残り少ない部員達で情熱を燃やす姿を描いていく。

## 登場人物

### 横須賀向陽高等学校吹奏楽部
坂口 美咲（さかぐち みさき）
演：今井絵理子
フルート担当。2年生。
戸之塚 優希（とのづか ゆうき）
演：新垣仁絵
アルトサックス担当。美咲のクラスメイト。2年生。指の病気により、次第に演奏が困難になっていくようになる。
篠田 和臣（しのだ かずおみ）
演：藤原竜也
トランペット担当。美咲のクラスメイト。2年生。父との確執に苦しんでいたが部活動を通し、次第に理解し合い、和解した。
松原 知恵（まつばら ちえ）
演：内山理名
クラリネット担当。美咲のクラスメイト。2年生。
平良 理佳子（たいら りかこ）
演：木内晶子
アルトサックス担当。3年生。
鮎川 奈々（あゆかわ なな）
演：星野真理
コルネット担当。1年生。
島崎 さやか（しまざき さやか）
演：椎名法子
ホルン担当。2年生。当初は部活も手を抜きがちであったが、物語途中で妊娠が発覚し、学校を去る段階で未練を感じている自身の本心に気付く。学校を去った後は、素直に皆を応援するようになる。
野村 恵里（のむら えり）
演：野村恵里
トロンボーン担当。2年生。
中丸 シオリ（なかまる シオリ）
演：中丸シオン
ユーフォニアム担当。3年生。
和田 誠一（わだ せいいち）
演：原田健二
吹奏楽部の部長。指揮・トロンボーン担当。3年生。学歴に対するコンプレックスがあり、一時は部活を投げ出そうとするが皆と取り組んできた演奏をやり遂げる決意により部活へ戻る。
野村 貴志（のむら たかし）
演：野村貴志
ホルン担当。3年生。さやかに惚れており、さやかが冤罪で疑われた際もさやかを救おうと奔走した。さやかが自分の知らぬ男と付き合い妊娠した際には動揺するも、学校を去る彼女の幸せを願い、送り出した。
吹奏楽部員では、美咲・優希・和臣・知恵・理佳子・奈々・さやか・誠一・貴志の9人がメインキャストとして扱われており、エンディングにも部員の中ではこの9人だけが出ている。ただし、ストーリー上では劇中でこの9人が全員揃って演奏したのは、第8話冒頭の練習シーン（さやかの体調不良のため中断）の一度きりであった。

### その他の登場人物
桜井 健吾（さくらい けんご）
演：福島崇
野球部のエース。3年生。正勝の甥で和臣とは従兄弟にあたる。
谷口 章子（たにぐち しょうこ）
演：柴咲コウ
野球部のマネージャー。2年生。
水野 太郎（みずの たろう）
演：上地雄輔
野球部のキャプテン。ポジションはキャッチャー。3年生。
寺田 真知子（てらだ まちこ）
演：折田みゆき
美咲のクラスメイト。2年生。
久保 麻美（くぼ まみ）
演：橋本真実
美咲のクラスメイト。2年生。
名美（なみ）
演：村田洋子
3年生。
村西 啓子（むらにし けいこ）
演：国仲涼子
生徒会長。3年生。
出目 二郎（でめ じろう）
演：池田貴尉
生徒会副会長。3年生。
石山 朋美（いしやま ともみ）
演：石川愛理
生徒会役員。美咲のクラスメイト。2年生。
吉沢 ひかる（よしざわ ひかる）
演：古川理科
美咲のクラス担任。
足柄（あしがら）
演：竜雷太
古典担当の国語教師。吹奏楽部の顧問を務める。
福島（ふくしま）
演：村松克己
校長。
斉藤（さいとう）
演：高橋一生
元吹奏楽部部員。17歳。
恵（めぐみ）
演：清水千賀
奈々の中学時代の同級生。聖華学園高校1年生。
洋平（ようへい）
演：上原風馬
奈々の中学時代の先輩。さやかの彼氏。
坂口 大樹（さかぐち だいき）
演：小橋賢児
美咲の兄でフリーター。19歳。美咲の卒業後は同棲して面倒を見ることを約束し、美咲に安心して進路を決めるよう助言した。
坂口 カズ（さかぐち カズ）
演：大方斐紗子
美咲の祖母。
坂口 和代（さかぐち かずよ）
演：伊佐山ひろ子
美咲の母親。
戸之塚 樹里（とのづか じゅり）
演：余貴美子
優希の母親。
篠田 正勝（しのだ まさかつ）
演：伊武雅刀
和臣の父親。市議会議員を務めるが、仕事による多忙な日々が原因で和臣とは確執を抱えており、一時は吹奏楽部の部員の進路を妨害しかねない剣幕で和臣と対立していた。後に部活動を通して和臣と和解、和臣が事故に遭った際には真っ先に駆けつけ和臣の命を助けてくれるよう医師に懇願するという父親としての姿を見せた。
篠田 淑子（しのだ としこ）
演：大塚良重
和臣の母親。
松原 澄夫（まつばら すみお）
演：塩見三省
知恵の父親。たこ焼き屋を経営。
平良 光恵（たいら みつえ）
演：田島令子
理佳子の母親。
日向（ひゅうが）
演：西田健
三河台予備校理事長。

## スタッフ
- プロデュース：植田博樹
- シリーズ構成：信本敬子（第9話～）
- 音楽：伊秩弘将
- 楽器協力：YAMAHA
- 音楽コーディネート：溝口大悟
- 音楽監修：倉富義隆
- 吹奏楽指導：月原義行
- 医事監修：堤邦彦
- 協力：横須賀市、横須賀市教育委員会、横須賀本町商店会、海上自衛隊、横須賀地方総監部、日本高等学校吹奏楽連盟、横浜市立港商業高等学校、横浜市立桜丘高等学校
- 美術：青木ゆかり
- 制作担当：曳地克之
- 制作主任：小宮伸之
- 製作・著作：TBS

## 主題歌・挿入歌
- 主題歌：八反安未果 「SHOOTING STAR」（ポニーキャニオン）
- 挿入歌：The gardens 「約束の場所へ」（トイズファクトリー）

## 放送日程
| 話数                                                       | 放送日        | サブタイトル     | 脚本              | 演出       | 視聴率 |
| ---------------------------------------------------------- | ------------- | ---------------- | ----------------- | ---------- | ------ |
| 第1話                                                      | 1999年4月9日  | 約束の場所へ…    | 信本敬子 上岡一美 | 生野慈朗   | 13.3%  |
| 第2話                                                      | 1999年4月16日 | 母からの贈り物   | 信本敬子 相内美生 | 生野慈朗   | 13.8%  |
| 第3話                                                      | 1999年4月23日 | 熱い、熱い絆     | 信本敬子 上岡一美 | 竹之下寛次 | 10.7%  |
| 第4話                                                      | 1999年4月30日 | さよなら吹奏楽部 | 信本敬子 相内美生 | 今井夏木   | 11.3%  |
| 第5話                                                      | 1999年5月7日  | いじめに負けるな | 信本敬子 上岡一美 | 生野慈朗   | 11.5%  |
| 第6話                                                      | 1999年5月14日 | 壊れた夢－発病!! | 相内美生          | 竹之下寛次 | 10.5%  |
| 第7話                                                      | 1999年5月21日 | 20年目の真実!!   | 信本敬子          | 今井夏木   | 11.5%  |
| 第8話                                                      | 1999年5月28日 | 援助交際した部員 | 信本敬子 伊藤尚子 | 生野慈朗   | 12.3%  |
| 第9話                                                      | 1999年6月4日  | 学校が消える日！ | 相内美生          | 竹之下寛次 | 9.8%   |
| 第10話                                                     | 1999年6月11日 | 奪われた愛と友情 | 相内美生          | 木村政和   | 11.6%  |
| 第11話                                                     | 1999年6月18日 | 大会前夜の告白!! | 飯野陽子          | 今井夏木   | 10.0%  |
| 最終話                                                     | 1999年6月25日 | 最後の“約束”     | 相内美生          | 生野慈朗   | 13.5%  |
| 平均視聴率11.6% （視聴率は関東地区・ビデオリサーチ社調べ） |               |                  |                   |            |        |

## 撮影協力
- 神奈川県横須賀市
- 横須賀市立田浦中学校
- 横須賀市教育委員会
- 海上自衛隊横須賀地方総監部
- 長浦港
- 横須賀中央公園
- 三笠公園
- 観音崎
- 横須賀本町商店街
- 横須賀芸術劇場
- 横須賀プリンスホテル
- 横須賀市立市民病院
- 横須賀共済病院
- 横須賀駅
- 京浜急行電鉄
- 日本高等学校吹奏楽連盟
- 緑山スタジオ・シティ

## その他
本ドラマ枠における提供スポンサーの割り当ては90秒×4社であったが、本作をもって60秒×6社に変更された。それまで、行われてきたコーポレートスローガンの読み上げも無くなった。

### 向陽高校の制服
ドラマ内で使われている横須賀向陽高校の女子用制服は、放送終了後も数々のテレビドラマや映画で使用されている。デザインはブレザー型で、左胸に大きなエンブレム、両襟に赤いギンガムチェックの布を使用。スカートの模様も襟の模様と同じ赤いギンガムチェックとなっている。
本作以外で向陽高校の制服が使用された作品には、以下のものがある。
- ケイゾクスペシャル（1999年、TBS）
- しあわせのシッポ（2002年、TBS）
- 白い影スペシャル（2003年、TBS）
- GOOD LUCK!!（2003年、TBS）
- きみはペット（2003年、TBS）
- ちょっと待って、神様（2004年、NHK）
- 吾輩は主婦である（2006年、TBS）
- 学校の怪談（2007年、アンプラグド）

### 他作品のオマージュ・パロディ
本作には、日本テレビ青春シリーズの初期作品のオマージュ・パロディ的な設定が幾つか存在する。
- アイドルグループMISSIONのメンバー（橋本真実・折田みゆき）の役名「久保」「寺田」は、『青春とはなんだ』の凸凹コンビ久保（木村豊幸）・寺田（矢野間啓治）に由来。
- 生徒会副会長の「出目二郎」は、『これが青春だ』の劣等生・出目二郎（矢野間啓治）に由来。
- 定年間近の吹奏楽部顧問・足柄先生役の竜雷太は、『これが青春だ』『でっかい青春』で新米熱血教師（前者は大岩雷太、後者は巌雷太）を演じた。
- 本作第1話には、『でっかい青春』第30話と同様に竜雷太が楽器の手入れをするシーンがある。

## 関連商品
- L×I×V×E (1) - (4) （バップ） ※ビデオ全4巻
- L×I×V×Eオリジナルサウンドトラック（トイズファクトリー） ※伊秩弘将プロデュース
- L×I×V×Eイメージ・アルバム（東芝EMI） ※東京佼成ウインドオーケストラ演奏
- L×I×V×E DVD-BOX （TCエンタテインメント） 2011年1月14日発売